# Prosperidad (Agusan do Sul)
Prosperidad é um município de  primeira classe de renda municipal (d) na província Agusan do Sul, nas Filipinas. De acordo com o censo de 1 de maio  de  2020 possui uma população de 88 321 pessoas e 20 869 domicílios.